# 工資單
工資單又名工資結算單，是公司發給員工的一種憑證，該憑證上列有員工的工資、獎金、津貼、缺勤扣款等信息。工資單基本上每月發放一次。有些情況下工資單一式三份，一份發放給員工，一份用作政府監管部門核查，另一份公司自己留存。